# 导盲犬小Q
《再見了，可魯》是日本作家石黑谦吾和攝影師秋元良平根據真人實事所合著的小說。並改编為同名電視劇，於2003年6月在NHK播出；同名电影于2004年3月13日在日本上映，并于2004年9月25日发行了DVD。2019年香港根據小說改編拍攝電影。

## 剧情介绍
某天清晨，东京水户莲太太家誕生了五条拉布拉多犬，其中有一条在左腹部有一块棕色印记的便是可魯。水户莲太太想把他们训练成导盲犬，便请教在关西的驯狗专家。驯狗专家熬不过水户莲太太的执著，便同意挑一条试试。最终具有“对声音不太敏感，却懂得用眼神向你发问”的可魯被选中。
可魯被送到了京都的仁井家，是可魯的寄養家庭，寄養的目的是让可魯对人类产生信赖和亲切感。仁井夫妇发现了可魯的独特印记，于是，他们用Quill这个英文字为可魯正式命名。而会发声的玩具小熊P仔成了可魯第一个同伴朋友。
可魯和其他的同伴进入了导盲犬中心进行严格的训练，一次在超市实地训练時，可魯见到了盲人渡边。固执的渡边讨厌狗宁愿用導盲杖自己走。又过了几天，渡边拄着盲杖赶去市政厅提交安装发声红绿灯的議案，又遇见了可魯。训练师推荐说：靠可魯你5分钟就能赶到。渡边将信将疑的拿起了导盲鞍。果然，可魯成功了：渡边提早十分钟赶到市政厅！
渡边终于接受了可魯开始了为期四周的适应性培訓。可魯的真诚终于打动了渡边，他们最终通过了训练。渡边返家了，全家都热烈欢迎可魯的到来，而可魯也正式开始了导盲犬的生涯。慢慢地，渡边先生越来越离不开忠诚又尽责的可魯，无论去哪儿、做什么，他们都形影不离。然而，一個雨夜，渡边儿子的不慎使可魯离家出走，当第二天找到可魯时，渡边感叹道不能没有导盲犬这样棒的伙伴，连原来对可魯有成见的渡边妻子也主动提出让可魯进冷氣房避暑。
和渡边在一起的安逸生活转眼就两年过去了。天不如人意，多年积劳成疾的渡边病了，可魯也只能非常不捨地回到训练中心，三年里渡边不断地进出医院，可魯也不断地来来去去。终于，可魯有听到了熟悉的脚步声——渡边先生来了。可魯抑制了普通犬类扑到人身上亲热的冲动，它知道渡边的身体狀况，只是不断地摇着尾巴，等待着它的老朋友——三年的友情最后化作短短的30米。
“这个就够了，可魯”渡边先生满足地说。可魯也来了渡边的追悼会，牠目不转睛的凝视着躺在棺木中的渡边先生，以为渡边先生只是睡着了，很快就会醒来……
渡边病逝后，可魯回到训练中心一直待到了11岁（已到生命的晚年）。牠又回到了仁井家，找到了童年的玩伴小熊P仔，然而可魯年事已高，病情越来越严重，望着仁井夫妇，不愿离去，仁井夫妇抚摸着它的毛发安慰道：“乖乖睡吧，上天堂后别忘了说是仁井家的可魯！”。最後安詳辭世，享壽12歲（等於人類64歲）。

## 電視劇版
NHK綜合頻道的月曜ドラマシリーズ，自2003年6月16日到7月28日全7話放送。講述盲人與導盲犬之間的故事，另有口述影像供視障者欣賞此劇。

### 主要工作人員
- 劇本：寺田敏雄
- 音樂：渡辺雄一
- 演出：岡崎栄・渡辺一貴・新田真三
- 製作統括：諏訪部彰夫（NHKエンタープライズ21）・浅野加寿子（NHKドラマ番組部）
- 共同製作：NHKエンタープライズ21

### 主要演員
- 仁井三都子：沢口靖子
- 仁井勇：勝村政信
- 水戸レン：檀ふみ
- 多和田悟：うじきつよし
- 渡辺満：玉置浩二
- 渡辺祺子：竹井みどり
- 沢木良彦：大高洋夫
- 沢木正恵：菜木のり子
- 宮田政晴：勝地涼
- 渡辺の娘：邑野未亜（日语：邑野みあ）
- 渡辺悦男：松田祥一
- 沢木亜弓：近内里緒→木内晶子
- 藤原卓郎：尾崎右宗
- 長谷川：益岡徹

### 副標題
1. はじめてのさようなら
2. 夜泣きと散歩デビュー
3. 旅立ちの時
4. 犬嫌いのパートナー
5. 青空の記憶
6. もう一度会いたい
7. ありがとうクイール

## 電影版

### 主要工作人員
- 導演：崔洋一
- 劇本：丸山昇一、中村義洋
- 音樂：栗コーダーカルテット
- 製作：松竹、東京電視台、大阪電視台、衛星劇場（日语：衛星劇場）、日本出版販売

### 主要演員
- 可魯：チビチビクー（幼犬）、ビート（3個月時）、チビクー（7個月時）、ラフィー（成犬）、ユマ（老犬）

- 渡邊滿：小林薰
- 多和田悟：椎名桔平
- 仁井勇：香川照之
- 仁井三都子：寺島忍
- 渡邊祺子：戶田惠子
- 久保マスミ：黑谷友香
- 渡邊美津子：櫻谷由貴花
- 渡邊悅男：松田和
- 水戸レン：名取裕子
- 戸塚裕史：石田太郎
- 酒井雄一：水橋研二
- 蒲田洋子：坂上智恵
- 矢口京子：谷川清美
- 高橋光夫：吉田康平
- 水戸乾二：寺井健人
- 塚本徹：落合充
- 片岡智則：野村克也
- 川本：小市慢太郎
- 吉永：宇宙亭くいだおれ
- 石橋：佐藤貢三
- 金子：日出行雄
- 高野：中川智弘
- 平田：山崎清秀
- 櫻井：仁枝玲子
- 獸醫：山田昭彦
- 民家的主婦：宮本毬子

### 票房
台灣方面，最終全台票房為新台幣9000萬元。

## 註解
1. ↑  周蓓姬總編輯.  (PDF) 第一版. 臺北市: 新聞局. 2005-09: p.69  [2018-06-28]. ISBN 9789860020243. （原始内容存档 (PDF)于2018-06-28）.